# مفعول‌نمایی افتراقی
مفعول‌نمایی افتراقی (Differential object marking یا DOM) پدیده‌ای زبان‌شناختی است که در بیش از ۳۰۰ زبان دیده می‌شود.
زبان‌های دارای این ویژگی نشانه‌ای برای مفعول دارند، اما این نشانه را با همهٔ مفعول‌ها به کار نمی‌برند. به عبارتی، برخی مفعول‌ها را نشاندار می‌کنند، و برخی را بدون نشانه به کار می‌برند.
این پدیده در برخی زبان‌ها با جانداری و در برخی دیگر با معرفگی/مشخص‌بودگی و در برخی با هر دو در ارتباط است.
پدیدهٔ مفعول‌نمایی افتراقی را نخستین بار جرج بوسونگ (۱۹۸۵) با بررسی زبان‌های ایرانی معرفی کرد.
مفعول‌نمایی افتراقی برخی زبان‌ها نشانهٔ مفعول را برای تمام مفعول‌ها به کار می‌برند؛ مثلاً در زبان مجاری پسوند -t نشانهٔ مفعول مستقیم است و به تمام مفعول‌ها اضافه می‌شود. در عین حال، زبان‌هایی نیز هستند، مانند زبان لیسو، که اصلاً نشانه‌ای برای مفعول ندارند. و البته زبان‌هایی نیز وجود دارند، مانند زبان عبری، که بین زبان مجاری و لیسو قرار دارند.
در عبری برخی مفعول‌ها نشانه می‌گیرند و برخی دیگر بدون نشانهٔ مفعول واقع می‌شوند. در این زبان، مفعول‌های مستقیم معرفه با نشانهٔ مفعول همراه هستند، اما مفعول‌های نکره بدون نشانه ظاهر می‌شوند.
در برخی زبان‌های ایرانی نیز پدیدهٔ مفعول‌نمایی افتراقی قابل مشاهده‌است. جانداری و معرفگی در تعیین دریافت یا عدم دریافت نشانهٔ حالت مفعولی در زبان‌های ایرانی نیز دارای نقش‌اند. در برخی از این زبان‌ها مانند تاتی جنوبی، جنس دستوری نیز در مفعول‌نمایی افتراقی مؤثر است.

## نقش جانداری و معرفگی
زبان‌شناسان از مدت‌ها قبل به نقش جانداری و معرفگی در مفعول‌نمایی افتراقی اشاره کرده‌اند. کلدول آورده‌است که، اگر زبانی فعل متعدی داشته باشد، در برخی موارد، مفعول (کنش‌پذیر) باید به نحوی متمایز از فاعل (عامل) شود؛ زیرا در غیر این صورت شنونده آن را به عنوان عامل تلقی خواهد کرد. اگر مفعول انسان و معرفه باشد، احتمال این تلقی غلط بیشتر است. اما، در صورتی که فاعل انسان یا جاندار باشد، و مفعول بی‌جان، این برداشت نادرست روی نمی‌دهد و نیازی به نشانه نیست.
سیلورستین می‌گوید، اگر مفعولی نشانهٔ حالت گرفت، تمام مفعول‌هایی که در طیف جانداری، معرفگی و شخص بالاتر از آن هستند نیز حداقل به همان اندازه نشانهٔ حالت می‌گیرند. برخی زبان‌ها فقط براساس طیف جانداری، برخی معرفگی و برخی براساس هر دو طیف به مفعول‌ها نشانهٔ حالت می‌دهند.
زبان‌هایی نیز هستند که در آنها مفعول‌نمایی افتراقی براساس هر دو طیف معرفگی و جانداری روی می‌دهد. آیسن از زبان‌های هندی، رومانیایی، اسپانیایی قرن ۲۱ و فارسی به عنوان مواردی از این زبان‌ها نام می‌برد. از میان زبان‌های ایرانی مطالعه شده، تنها در گویش کاخکی مفعول‌نمایی افتراقی منحصراً براساس طیف جانداری صورت می‌گیرد. در این گویش، مفعول‌های انسان و برخی مفعول‌های جاندار (که شامل حیوانات می‌شود اما گیاهان را در برنمی‌گیرد) نشانهٔ مفعول می‌گیرند، ولی مفعول‌های بی‌جان فاقد این نشانه‌اند، حتی اگر معرفه باشند. برخی زبان‌های ایرانی مفعول را براساس طیف معرفگی نشاندار می‌سازند.